# Ivan Frankopark
Het Ivan Frankopark (Oekraïens: Парк Івана Франка) is een park in de Oekraïense stad  Lviv. Het park is vernoemd naar de Oekraïense schrijver en dichter Ivan Franko en is het oudste park van het land.

## Geschiedenis
In de 16e eeuw was de grond waar het park zich nu bevindt eigendom van de familie Szolc-Wolfowicz en Antonio Massari, een Venetiaans consul. Ze droegen het eigendom over aan een Jezuïetenorde. De kloosterbewoners bouwden er een brouwerij en een herberg. Tegen het einde van de 18e eeuw confisqueerde keizer Jozef II van het Heilige Roomse Rijk de grond en schonk het aan de stad. In 1799 huurde restaurateur Johann Höcht het park en richtte het in Franse stijl in. Het park werd in 1855 door landschapsarchitect Karl Bauer opnieuw ontworpen als een landschapspark.
Het park stond tot 1919 bekend als de Jezuïetentuinen. In het toen Poolse Lwów werd het omgedoopt tot Tadeusz Kościuszko-park. Na annexatie in de Oekraïense Socialistische Sovjetrepubliek in 1945 kreeg het de naam Ivan Frankopark.

## Beschrijving
Het Ivan Frankopark ligt tussen de Lystopadovoho Chynustraat en de Solomii Krushelnytskoistraat. In het park staat een groot standbeeld van Ivan Franko. In het park groeien verschillende soorten bomen zoals esdoorns, eiken, linden en kastanjes. De Nationale Ivan Franko-universiteit van Lviv ligt aan het park.